# Svinholmarna
Svinholmarna, finska: Sikosaaret, är en ö i Finland. Den ligger i Finska viken och i kommunen Kyrkslätt i den ekonomiska regionen  Helsingfors i landskapet Nyland, i den södra delen av landet. Ön ligger omkring 36 kilometer sydväst om Helsingfors.
Öns area är 1,5 hektar och dess största längd är 180 meter i sydöst-nordvästlig riktning.